# Chronický únavový syndrom
Chronický únavový syndrom (ang. chronic fatigue syndrome – CFS) neboli myalgická encefalomyelitida (ang. myalgic encephalomyelitis – ME) je komplexní chronické onemocnění nejasné etiologie. V literatuře často uvedeno společně pod zkratkami obou názvů jako ME/CFS. Onemocnění je definováno souborem symptomů trvajících alespoň šest měsíců. Mezi hlavní projevy patří opožděná intolerance zátěže (PEM), kdy se stav nemocného razantně zhorší po přesáhnutí tolerované námahy; pokles výkonnosti spojený s hlubokou únavou, kognitivní potíže (problémy s pamětí, mozková mlha) a spánkové poruchy (nespavost, hypersomnie). Tento stav vede k velmi výraznému omezení předchozí aktivity nemocného.
Původ nemoci není známý. ME/CFS je často spuštěno infekčním onemocněním, typicky mononukleózou nebo covidem-19. Studie DecodeME z roku 2025 odhalila několik genů s nemocí spojených, jedná se převážně o geny související s imunitním systémem, nervovou soustavou a energetickým hospodařením buněk skrze organely mitochondrie. Nutno podotknout, že přítomnost těchto genů není přímým důkazem onemocnění u jedince. Tato studie ale definitivně potvrdila biologickou podstatu onemocnění a vyvrátila genetické spojitosti s depresemi, úzkostí a psychosomatizačními syndromy. I před touto studií bylo obecně známo, že predispozice k nemoci může být dědičná. Diagnóza je stanovena na základě příznaků a po vyloučení všech jiných možných původců, jelikož neexistuje žádný diagnostický test.
Nemoc se může v průběhu let samovolně zlepšovat i zhoršovat, je možné i úplné uzdravení, obvykle spontánní. Nemoc sama o sobě není smrtelná, byť jsou v extrémních případech evidovány jednotky obětí. Nejsou schváleny žádné léky nebo terapie určené přímo k léčbě nemoci, a tak je léčba převážně podpůrná a soustředí se na kvalitu života. Nejefektivnější podpůrnou intervencí je pacing, kdy se nemocný snaží pracovat s únosnou mírou zátěže tak, aby nebyla vyvolána PEM. Některé příznaky lze zmírňovat i léky. Před pandemií covidu-19 se prevalence v populaci odhadovala na dva až devět osob z tisíce, ale vzhledem k problematice dlouhého covidu, který je s ME/CFS ve velkém procentu případů totožný, se prevalence nyní odhadovat nedá. Nemocí trpí častěji ženy než muži, typicky středního věku, může ale propuknout ve všech věkových kategoriích, včetně dětí a adolescentů, u těch je pak prognóza příznivější.
ME/CFS má dalekosáhlé společenské i ekonomické důsledky a nemoc často způsobuje významnou sociální izolaci. Přibližně čtvrtina nemocných není schopná opustit domov, tedy ani pracovat. Nemocní jsou často vystaveni nedůvěře a stigmatu ve zdravotnických prostředích, jelikož nemoc není příliš známá a neexistuje žádná efektivní léčba. Historicky byla nemoc vnímána jako psychiatrické onemocnění, ale stejně jako u všech komplexních nemocí již nyní není pochyb o fyziologické podstatě. Psychoterapie ve formě kognitivně-behaviorální terapie (CBT) se ukazuje být poměrně prospěšnou neškodnou podpůrnou léčbou, zatímco historický způsob léčby postupným zvyšováním zátěže (GET) často vede k permanentnímu zhoršení stavu. Financování výzkumu nemoci je stále velmi malé, ale kvůli násobně vyšší prevalenci v důsledku pandemie je výzkum rychlejší než kdy dříve.
V mezinárodní klasifikaci nemocí MKN-10 je ME/CFS řazeno dle Světové zdravotnické organizace mezi nemoci nervové soustavy pod kódem G93.3 jako postvirový syndrom únavy (myalgická encefalomyelitida). V klasifikaci MKN-11, která vstoupila v platnost v roce 2022, je nemoc vedená jako 8E49.

## Epidemiologie
Prevalence ME/CFS se uvádí v rozmezí 0,5–1,0 %. Nejde tedy o vzácné onemocnění, nýbrž nemoc poměrně častou, obzvláště v porovnání s dalšími chronickými onemocněními, které jsou daleko lépe léčitelné a více zkoumané, jako je roztroušená skleróza (asi 0,31 %), lupus erythematosus (asi 0,04 %) nebo AIDS (0,7 %).
Stejně jako u většiny komplexních onemocnění nebyly studie provedeny mimo rozvinuté země, a tak není známo, jak častá je nemoc v zemích rozvojových. Ani v České republice dosud nebyl proveden plnohodnotný výzkum výskytu nemoci v populaci. Dle odhadu by to představovalo 50 000 až 100 000 pacientů. Zahraniční zdroje uvádějí obdobná procentuální zastoupení v populaci.
ME/CFS postihuje nejčastěji dospělé osoby ve věku 30–50 let. Onemocnění se však může rozvinout v kterémkoli věku, popsány jsou i případy pediatrických pacientů, přičemž častěji postihuje adolescenty než děti. Výrazněji se liší zastoupení jednotlivých pohlaví: poměr nemocných žen vůči nemocným mužům je zhruba 3 : 1, stejně jako tomu je u jiných komplexních, například autoimunitních, onemocnění jako je roztroušená skleróza. Nejsou prokázány žádné významné etnické či socioekonomické vlivy na prevalenci onemocnění.

## Klinický obraz
Název onemocnění (CFS) vede k vágní představě, že jediným projevem je dlouhotrvající únava. Ta může být navíc příznakem celé řady jiných onemocnění. Tak tomu však není – ME/CFS je multisystémové onemocnění. Únava v ME/CFS je extrémní a není nijak zlepšena odpočinkem; schopnost spánku je navíc u pacientů výrazně zhoršena.
Charakter chronické únavy vhodně vystihuje již starší pracovní definice dle Holmese a Fukudy: 
„Únava u CFS je klinicky měřitelná, somaticky nevysvětlitelná únava trvající minimálně půl roku, která není výsledkem probíhající zátěže, nepolevuje podstatně po odpočinku a je spojena s výraznou redukcí úrovně dřívějších aktivit.“
Projevy se liší dle míry postižení jednotlivých orgánových soustav. ME/CFS má u každého pacienta velmi individuální průběh, stav se může výrazně měnit v rámci dnů i hodin. U nemocných se obvykle střídají období zlepšení s obdobím vzplanutí (exacerbace) nemoci. Zcela charakteristická (patognomonická) je nevolnost po námaze (PEM), bez ní podle dnešních diagnostických kritérií nemůže být ME/CFS diagnostikováno.

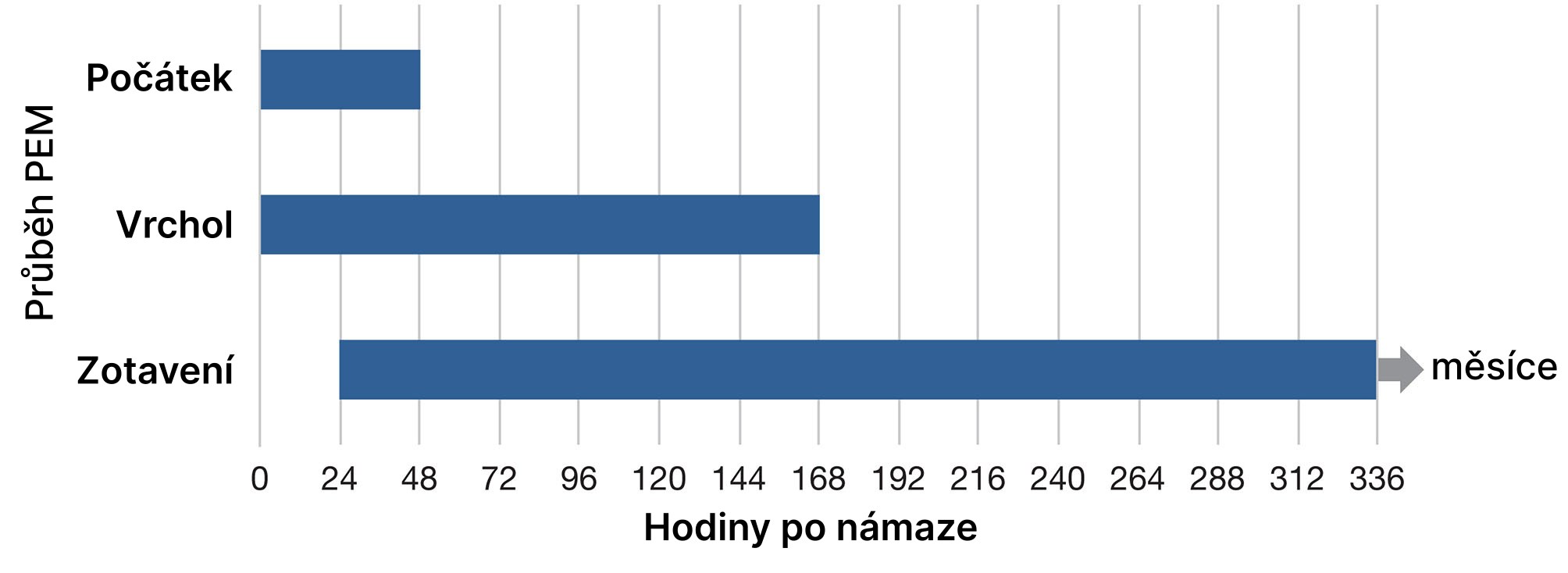
Typická délka trvání nevolnosti po námaze (PEM)

Při podezření na ME/CFS by měly být v různé míře vyjádřeny všechny uvedené projevy:
- zásadní snížení výkonnosti oproti stavu před propuknutím nemoci doprovázené těžkou únavou, která není důsledkem nadměrné zátěže a neustupuje po odpočinku;
- nevolnost po námaze (PEM, z angl. post-exertional malaise):[26] celkové zhoršení či rozvoj nových symptomů po fyzické či mentální zátěži; nastupuje obvykle se zpožděním jednoho až tří dní po námaze a může přetrvávat i několik dní;
- poruchy spánku, neosvěžující spánek, hypersomnie (nadměrná spavost) či nespavost;
- kognitivní poruchy při zachovaném intelektu, tzv. brain fog – poruchy koncentrace, paměti a pozornosti, obtížné vyjadřování, zpožděné reakce.

Následující projevy mohou být přítomny, nejsou však pro ME/CFS výlučné:
- příznaky dysautonomie jako je ortostatická intolerance (závratě, palpitace, nauzea při vstávání z horizontální polohy) a poruchy termoregulace (profuzní pocení, návaly horka, zimnice)
- příznaky imunitní dysfunkce jako jsou tzv. flu-like příznaky: malátnost, bolest v krku, citlivé lymfatické uzliny, zimnice, bolest svalů (myalgie)
- nervosvalové projevy zahrnující záškuby a třes;
- přecitlivělost na světlo, hluk, dotyk, čichové vjemy a chutě;
- bolesti hlavy, svalů, kloubů, břicha.

### Stupně závažnosti
U ME/CFS lze rozlišit 4 stupně vážnosti onemocnění:
- mírné postižení: odpovídá přibližně 50% snížení úrovně aktivit ve srovnání s obdobím před onemocněním;
- střední postižení: pacienti jsou vázáni převážně na pobyt ve svém domově;
- vážné postižení: upoutá pacienty na většinu času na lůžko;
- velmi vážné postižení: pacient se neobejde bez asistence jiné osoby při vykonání základních činností.

Nejsou k dispozici data hovořící o prevalenci jednotlivých vážností onemocnění, zpravidla se však dá předpokládat klesající tendence s vážností postižení. Zároveň je nutné mít na paměti, že mírné formy nemoci nemusí být správně a včas diagnostikovány.
Při podezření na ME/CFS ale příznacích mnohem mírnějších se zpravidla hovoří o méně specifickém onemocnění – post-akutním infekčním syndromu, obzvláště je-li pravděpodobným původcem onemocnění virová infekce. 

## Etiologie a patogeneze
Příčina vzniku není objasněna. Pravděpodobná je multifaktoriální etiologie, předpokládá se dysfunkce imunitního systému. Nejčastěji uváděným spouštěčem je infekční onemocnění – např. infekce horních cest dýchacích. Méně často se udává i silný stresující zážitek, porod a jiné. Jsou popsány i případy rodinného výskytu nemoci. ME/CFS má některé společné znaky s autoimunitními chorobami. Chronický únavový syndrom je často mylně zaměňován s depresivními stavy, o čistě psychiatrické onemocnění se však nejedná. Encefalomyelitida v názvu nemoci evokuje přítomnost zánětu nervového systému, tato etiologie však nebyla potvrzena.

### Teorie vzniku

#### Hyporeaktivita na environmentální stres
V roce 2016 publikovali Naviaux a kol. v časopise PNAS analýzu metabolomu 45 pacientů (22 mužů a 23 žen) splňujících diagnostická kritéria chronického únavového syndromu. Byly zjištěny odchylky ve 20 metabolických drahách, zahrnujících např. metabolismus některých lipidů, metabolismus větvených aminokyselin, mitochondrie nebo interakci s mikrobiomem. Své nálezy interpretují tak, že se jim podařilo najít nejen chemickou signaturu chronického únavového syndromu, ale že tato signatura poukazuje na později definitivně prokázanou biologickou podstatu onemocnění. Autoři předpokládají, že chronický únavový syndrom je hypometabolická odpověď na environmentnální stres, která je podobná stádiu „dauer larv“ některých hlístic.

#### Prodělané a probíhající infekce

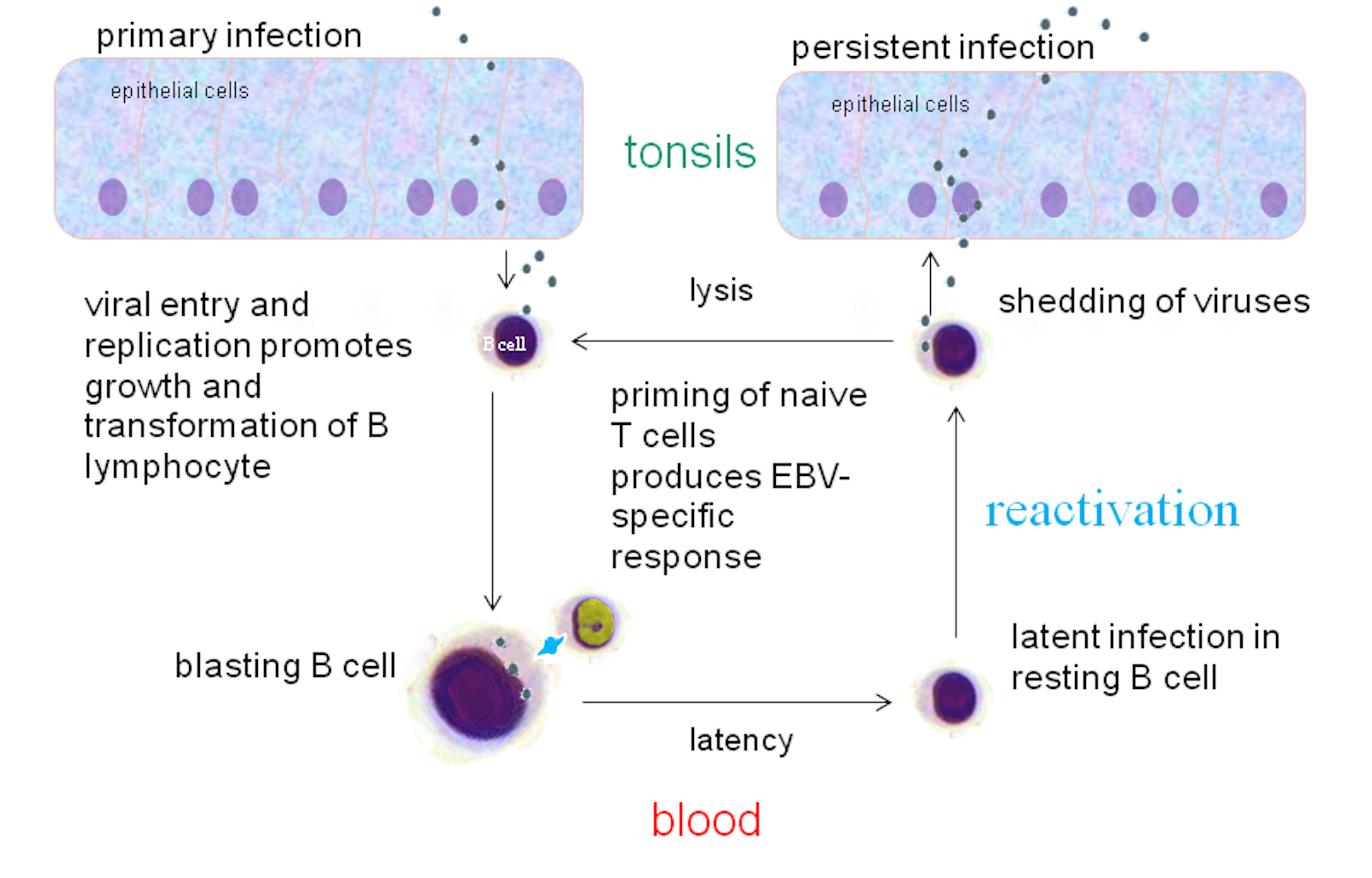
Životní cyklus herpesvirů jako je EBV umožňuje chronickou infekci.

Některé nálezy ME/CFS měly charakter epidemie, a proto byla řada prací zaměřena na hledání infekční příčiny onemocnění.
U řady nemocných lze nalézt stopy proběhlé nebo probíhající infekce. Z počátku se jednalo zejména o nález viru Epsteina–Barrové (EBV), pracovní teorií tedy bylo, že chronický únavový syndrom je vlastně chronickou mononukleózou odlišnou od dnes známé chronické formy tohoto onemocnění – chronické aktivní EBV infekce (CAEBV). Právě EBV mononukleóza z velké části sdílí klinický obraz ME/CFS, může se reaktivovat a může mít dlouhý průběh, odlišovacím diagnostickým kritériem je tedy výše specifických imunoglobulinů IgM a IgG.
Později se u pacientů trpících ME/CFS našly jiné nebo nenašly žádné viry. Typickým virovým původcem onemocnění jsou tedy lidské herpesviry jako EBV, CMV, HHV-1 a HHV-2 (syn. Herpes simplex virus 1 a 2), HHV-6 a HHV-7, z retrovirů HTLV (virus lidské T-buněčné leukémie). V souvislostí s pandemií covidu-19 se začalo ME/CFS projevovat jako vážná forma dlouhého covidu a můžeme tak mezi možné původce nemoci zařadit i SARS-CoV-2. Méně známé však obdobně vypovídající jsou studie zkoumající dlouhodobé následky po infekci SARS-CoV-1, i u těch se však o ME/CFS dá hovořit.
V ohnisku zájmu se ocitly nejen viry, studují se i asociace ME/CFS s dalšími infekcemi: boreliemi, brucelami či jinými mikroorganismy. Jisté „popularity“ dosáhla asociace probíhající chronické infekce Chlamydophila pneumoniae (plicní chlamydie), zejména když se prokázalo, že vyléčení této infekce vede ke zmírnění projevů, nicméně prevalence prodělané infekce je u dospělé populace vysoká. Například v ČR jsou přítomny protilátky signalizující v minulosti prodělanou infekci zhruba u dvou třetin dospělé populace.
Příčina tedy zřejmě není v určitém patogenu, ale spíše v reakci organismu na něj.

#### Poruchy imunitního systému
U pacientů s ME/CFS se mnohdy objevují nespecifické odchylky v laboratorním vyšetření parametrů imunitního systému. J. Bystroň ovšem zdůrazňuje, že únava jako syndrom nepatří s výjimkou několika autoimunitních onemocnění do typického obrazu známých poruch imunity.
Dalším důvodem pro zájem o studium role imunitního systému v patogenezi ME/CFS bylo zjištění, že řadě případů předcházejí „chřipkové příznaky“, ty někdy trvají nadále a jsou možným příznakem onemocnění.
Byly zjištěny značné změny v zastoupení B-lymfocytů i T-lymfocytů exprimujících různé povrchové molekuly. Některá zjištění však nejsou statisticky signifikantní. Naopak široce dokumentovanou je porucha funkce NK buněk, především snížení jejich aktivity; snížení aktivity však nemusí být provázeno změnami počtu. V řadě studií byla prokázána preference Th2 odpovědi T-lymfocytů, tedy preference reakce zaměřené na produkci protilátek a na útlum buněčné imunity.
Byla prokázána signifikantně vyšší náchylnost neutrofilů k apoptóze, snížená hladina cirkulujících protilátek ve třídě IgG.

#### Endokrinní poruchy
Již počátkem 80. let 20. stol. se objevily práce dokladující nižší hladinu kortizolu, což vedlo k teoriím o iniciálním stresovém podnětu, který vede k dlouhodobé aktivaci osy hypothalamus–hypofýza–nadledviny. Později však převládl názor, že jde o projev změn metabolismu nemocných s ME/CFS.
Podle J. D. Devanura a J. R. Kerra je pravděpodobné, že porucha osy hypothalamus–hypofýza–nadledviny není příčinou, ale spíše následkem ME/CFS. Na druhou stranu se však domnívají, že právě porucha této osy se může podílet na udržování obtíží.

#### Neurologické poruchy
U pacientů s ME/CFS byly popsány funkční i strukturní poruchy mozku, proto se řada prací zaměřuje na studium těchto poruch jako na možnou příčinu únavy u ME/CFS. Doklady týkající se abnormalit mozku u CFS jsou však často protichůdné.
Na druhou stranu některé neurologické nálezy mohou pomoci při dělení ME/CFS do skupin podle profilujících symptomů; například u pacientů s ME/CFS, u kterých se objevují deprese, byly prokázány častější poruchy bílé hmoty mozkové či častější změny v průtoku krve mozkem. Naopak u pacientů bez deprese se častěji prokazuje snížení počtu nebo afinity serotoninových receptorů.
V některých oblastech mozku nemocných s ME/CFS byl prokázán snížený metabolizmus glukózy. Při studiu hipokampu nemocných nebyly prokázány změny objemu, byla však prokázána nižší aktivita neuronů.

#### Psychologické poruchy
Důležitou roli v patogenezi ME/CFS hraje emocionální stres. Jeho vliv je pravděpodobně komplexní a spočívá v mnohočetném vlivu na imunitní systém a na osu hypothalamus–hypofýza–nadledviny. Vliv na imunitní systém se projevuje zejména v poruše schopnosti efektivně zasahovat proti virovým infekcím.
Dlouhou dobu se ME/CFS považovalo za onemocnění psychiatrické, což vedlo ke stigmatizaci a ignorování problému lékaři. K významnému posunu došlo ve 21. století, kdy několik studií opakovaně shledalo, že onemocnění má biologické opodstatnění. To však nevylučuje psychologickou stránku problému, která může mít vliv na dlouhé trvání a neschopnost zotavení; jakékoliv názory, které však na tuto problematiku upozorňují, jsou vnímány jako útoky za účelem diskreditace nemoci.

## Diagnostika
| Symptom P: Povinné N: Nepovinné | Fukuda | CCC | ICC | IOM | NICE |
| Únava                           | P      | P   | P   | P   | P    |
| Snížení výkonnosti              | P      | P   | P   | P   | P    |
| PEM (nevolnost po námaze)       | N      | P   | P   | P   | P    |
| Poruchy spánku                  | N      | P   | N   | P   | P    |
| Kognitivní poruchy              | N      | N   | N   | N   | P    |
| Bolesti                         | N      | P   | N   |     |      |
| Ortostatická intolerance        |        | N   | N   | N   |      |
| Příznaky chřipky/nachlazení     | N      | N   | N   |     |      |
| Nausea                          |        | N   | N   |     |      |
| Kardiovaskulární potíže         |        | N   | N   |     |      |
| Hypersenzitivita                |        | N   | N   |     |      |
| Náchylnost k infekcím           |        |     | N   |     |      |

Pro ME/CFS neexistuje žádné specifické vyšetření nebo test, a tak v České republice prozatím není ani jednotný doporučený diagnostický postup. Průlomová v historii onemocnění je publikace guidelines britského National Institute for Health and Care Excellence (NICE) z října roku 2021.
Klíčové pro stanovení diagnózy ME/CFS jsou klinické symptomy: zásadní snížení výkonnosti, nevolnost po námaze (PEM), poruchy spánku, kognitivní poruchy (podrobnosti viz klinický obraz), které přetrvávají minimálně tři měsíce a nejsou vysvětlitelné jiným onemocněním.
V současné době se tedy jedná o diagnózu stanovenou per exclusionem (lat. diagnóza vyloučením). V dříve užívaných diagnostických kritériích bylo zhoršení po námaze (PEM) uvedeno jako nepovinné kritérium, tímto způsobem tak mohli být diagnostikováni i pacienti, kteří ME/CFS netrpí. Proto užívat neaktuální diagnostická kritéria je nevhodné.

### Diferenciální diagnostika
Jisté zdravotní stavy mají podobné příznaky jako ME/CFS, zdravotníci tudíž využívají svých zkušeností, testů a doporučení ke specialistům k určení správné diagnózy. Před potvrzením diagnózy ME/CFS se doporučuje poměrně dlouhá čekací doba (3 až 6 měsíců), aby se vyloučily akutní onemocnění nebo příznaky, které mohou během této doby odeznít.
Možné diferenciální diagnózy zahrnují široké spektrum odborností a závisí na anamnéze. Příklady jsou infekční nemoci (jako je virus Epsteina–Barrové a lymská borelióza), neuroendokrinní poruchy (jako je cukrovka a hypotyreóza), onemocnění krve (jako je anémie) a některé druhy rakoviny. Různé revmatologické a autoimunitní nemoci mohou mít s ME/CFS překrývající se příznaky, jako je Sjögrenův syndrom, lupus a artritida. Některé příznaky lze také vysvětlit alergií. Dále může být nutné vyšetření psychiatrických onemocnění (jako je deprese nebo porucha užívání návykových látek) a neurologických poruch (jako je narkolepsie, roztroušená skleróza a kraniocervikální instability). Nakonec mohou příznaky vysvětlovat také poruchy spánku, celiakie, poruchy pojivové tkáně a nežádoucí účinky léků.
Bolest kloubů a svalů bez otoku nebo zánětu je sice znakem ME/CFS, ale častěji se spojuje s fibromyalgií. Moderní definice fibromyalgie zahrnují nejenom rozsáhlou bolest, ale také únavu, poruchy spánku a kognitivní problémy, což ztěžuje rozlišování těchto dvou syndromů. Obě onemocnění se tudíž často diagnostikují společně. Podobné příznaky mohou mít také Ehlerovy-Danlosоvy syndromy (EDS). Souběžně může být přítomna spánková apnoe. Mnoho diagnostických kritérií však uvádí, že před potvrzením diagnózy ME/CFS je nutné vyloučit poruchy spánku.
Stejně jako u jiných chronických onemocnění se deprese a úzkost často vyskytují souběžně s ME/CFS. Deprese lze odlišit diferenciální diagnózou na základě přítomnosti pocitů bezcennosti, neschopnosti cítit radost, ztráty zájmu a/nebo viny a absence tělesných symptomů ME/CFS, jako je autonomní dysfunkce, bolest, migrény a PEM. U lidí s chronickou únavou, která není způsobena ME/CFS ani jinými chronickými onemocněními, se může diagnostikovat idiopatická (nevysvětlitelná) chronická únava.

### Dříve užívaná diagnostická kritéria

#### Diagnostická kritéria dle Holmese
Diagnostická kritéria dle Holmese z roku 1988 svojí poměrně velkou komplikovaností demonstrují složitost stanovení diagnózy idiopatických onemocnění. V diagnostických kritériích se dělí příznaky do tří skupin: dva příznaky jsou hlavní, jedenáct symptomových a tři fyzikální. Diagnóza je pozitivní, jsou-li přítomny oba hlavní příznaky a současně je přítomno buď nejméně šest symptomových a dva fyzikální, nebo nejméně osm symptomových příznaků. Teplotní rozsahy jsou závazné intervaly, jejich překročení CFS obvykle vylučuje.
- Hlavní příznaky
  1. Nově vzniklá nebo vracející se výrazná únava nebo rychlá unavitelnost dříve se nevyskytující a způsobující více než 50% snížení předešlé aktivity a trvající déle než 6 měsíců.
  2. Jsou vyloučeny jiné patologické stavy, které by se mohly projevovat podobnými potížemi.
- Symptomové příznaky
  1. zvýšená teplota (37,3–38 °C)
  2. bolesti v krku se zarudnutím sliznice
  3. citlivost až bolestivost lymfatických uzlin kolem krčních kývačů nebo v axilách
  4. nevysvětlitelná generalizovaná únava svalů
  5. bolesti kosterního svalstva
  6. celková únava po námaze trvající více než 24 hodin, která dříve byla tolerována
  7. celková bolest hlavy jiného typu a rozsahu než míval nemocný dříve
  8. migrující bolesti kloubů bez zarudnutí, někdy i bez otoků
  9. neuropsychické poruchy, jeden i více z následujících symptomů: světloplachost, přechodný skotom, předrážděnost, špatné soustředění, snížená schopnost koncentrace, deprese
  10. poruchy spánku: spavost i nespavost
  11. rozvoj příznaků během několika hodin až dnů.
- Fyzikální příznaky
  1. objektivizovaná teplota 37,3–38,6 °C v ústech nebo 37,8–38,8 °C v konečníku
  2. neexudativní pharyngitis
  3. drobné, hmatné lymfatické uzliny kolem kývačů hlavy nebo v axile, uzliny větší než 2 cm svědčí pro jiné onemocnění.

#### Diagnostická kritériaCenters for Disease Control and Prevention(CDC)
Diagnostická kritéria CDC jsou Fukudovou modifikací a zjednodušením Holmesových kritérií. Pro diagnózu CFS musí být přítomna nevysvětlitelná, setrvávající únava neadekvátní předchozí námaze a nejméně jeden z dalších příznaků CFS jako jsou poruchy paměti, zhoršení koncentrace, spánek nevede k osvěžení, svalové bolesti, bolesti kloubů nedoprovázené otokem či zarudnutím, bolesti hlavy odlišného charakteru či intenzity, časté bolesti v krku, citlivé krční nebo podpažní mízní uzliny. Pro přehled vizte tabulku výše.

## Léčba
ME/CFS je nevyléčitelné onemocnění, jediná naděje na zlepšení je samovolné zotavení. Léčba je tak individuálně zaměřena na tlumení symptomů (bolest, poruchy spánku). Zcela zásadní je pro pacienty naučit se hospodařit s omezenou energií (tzv. pacing strategie) – dávkovat aktivity, naplánovat odpočinek a nepřemáhat příznaky nemoci. Protože je u řady případů patrný vliv infekce, ač je stále nejasné, zda v roli příčiny, spouštěče či komplikace, může vyléčení probíhající infekce zlepšit stav nemocného.
Dříve uváděná terapie postupným zvyšováním zátěže (GET) není pro pacienty s ME/CFS doporučena. Jedna z velkých studií (PACE) zkoumající vliv této léčebné metody byla v roce 2017 vyvrácena pro zfalšování výsledků, jelikož při ní byly zmanipulována kritéria pro diagnostiku únavy. Nové léčebné strategie GET již nezahrnují.

### Farmakoterapie
Na ME/CFS není v Evropské unii schválen žádný lék. Farmakoterapie je zpravidla krokem z nouze, jelikož u žádného z přípravků nebyly provedeny důkladné Phase II/III klinické testy. Následující doporučení jsou z dokumentu americké ME/CFS asociace lékařů z února 2021.

#### Současná léčiva
Jedinou poměrně hojně doporučovanou volbou i v EU při zvládání ME/CFS jsou antidepresiva, zpravidla SSRI, jelikož zmírnění psychických příznaků nemoci může zvýšit kvalitu života. Léčba by samozřejmě měla být důkladně zkonzultována, jelikož jsou s ní spojená rizika a vedlejší účinky.
Na příznaky dysautonomie a zejména ortostatické intolerance se doporučují léčiva jako je fludrocortizon a nízké dávky β-blokátorů, jako je atenolol, propanolol a metoprolol. V případě špatné tolerance těchto léčiv se dá uvažovat i o jiných s podobným účinkem. Poruchy spánku s ME/CFS se dají tlumit léčivy jako je trazodon a nízké dávky tricyklických antidepresin jako je amitriptylin a doxepin. Dále se doporučují i některé antiepileptické přípravky jako je gabapentin, pregabalin, clonazepam a cyklobenzaprin.
Za poslední roky dosáhly určité popularity nízké dávky specifických léků, například tzv. low done naltrexone (LDN, nízká dávka naltrexonu). Ten se původně užíval i k léčbě fibromyalgie, ale jelikož se příznaky těchto dvou onemocnění značně překrývají, často se používá k léčbě bolestí i v ME/CFS a jiných post-akutních infekčních syndromech jako je zejména dlouhý covid. Podobného účinku může dosáhnout tzv. low dose Abilify (LDA, nízká dávka aripiprazolu), na rozdíl od LDN se však jeho účinek zdá časově omezený na několik měsíců až let, a po uplynutí dochází k regresi do původního stavu. Důležitou poznámkou je, že ani jeden z preparátu není k této indikaci dostupný v Evropské unii, byť jejich předepisovaní se stalo de facto normou pro ME/CFS v severní Americe.

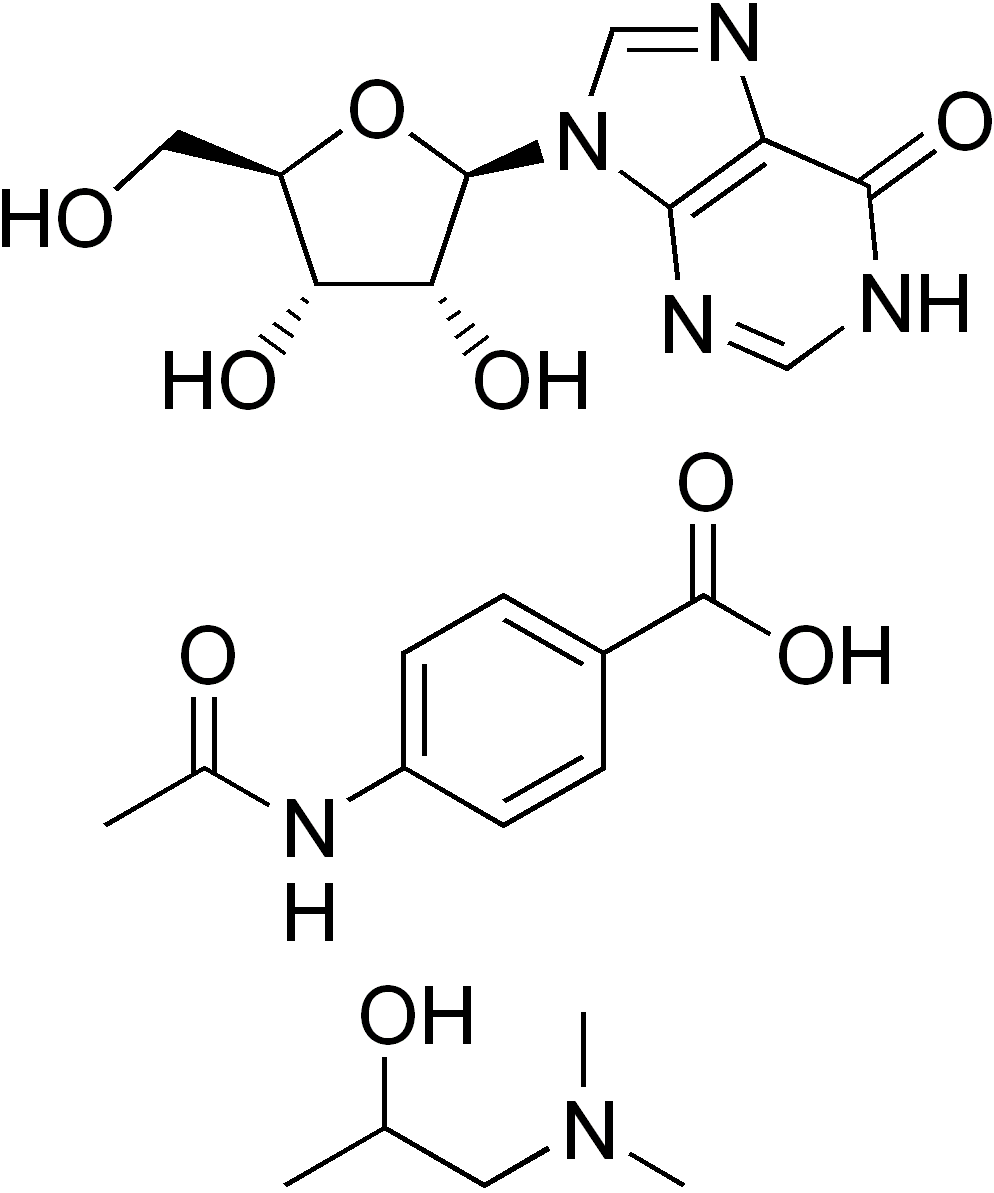
Inosin pranobex (Isoprinosine) je jednou z látek, které je možno využít k léčbě poruch imunity s ME/CFS spojených.

Posledním článkem v komplikované farmakoterapii je léčba imunitní dysfunkce a s ní spojených poruch imunitního systému. Významnou roli v patologii ME/CFS hraje komorbita aktivace žíravých buněk (MCAS), která způsobuje alergické reakce na nejrůznější podněty a příznaky s nimi spojenými. Poměrně bezpečnou možností v léčbě jsou tedy H1 antihistaminika druhé generace jako je cetirizin a levocetirizin. V souvislosti s nárůstem případů dlouhého covidu se často hovoří i o roli H2 antihistaminik jako je famotidin. Mimo antihistaminika byly v malých Phase I/II studiích prokázány účinky jiných imunostimulantů jako je inosin pranobex (Isoprinosine) a transfer faktor (Imunor). Oba zmíněné léky jsou v České republice dostupné a indikované na různé projevy poruch imunity, přičemž Imunor je dokonce pro CFS jako jediný lék přímo indikovaný.
U pacientů s ME/CFS může být přítomna chronická virová infekce, zejména herpesvirová infekce jako EBV nebo CMV. V takovém případě je možné sáhnout po antivirové léčbě, z nichž nejefektivnější se jeví valganciclovir. Ten se v České republice zpravidla předepisuje k léčbě proliferace CMV.

#### Historie a budoucnost léčiv
Mezi možné léky přímo na ME/CFS, tedy nikoliv jen symptomatickou léčbu, můžeme zařadit rintatolimod (známý především jako Ampligen), který byl vyvinut již v 60. letech a dosáhl v komunitách pacientů ME/CFS až mytického statu. Od té doby však nikdy nedosáhl širokého schválení a jedinou zemí, kde je teoreticky schválen pro použití je Argentina, byť je třeba mít na paměti, že aktuálně není žádný výrobce, který by látku ve velkém exportoval. Látka působí na imunitní systém. Ačkoliv mechanismus funkce není jistý, předpokládá se, že skrze TLR-3 stimuluje funkci NK buněk a tvorbu interferonů, které jsou spojené s antivirovými mechanismy buněk. Důležitou roli ve funkci rintatolimodu sehrává i enzym ribonukleáza L, byť její vztah k ME/CFS je nejasný.
Dalším lékem, u kterého byly historicky pozorovány pozitivní účinky na ME/CFS, byl rituximab – monoklonální protilátka používaná proti non-Hodgkinovým B-buněčným lymfomům a některým typům leukémie. Předpokládalo se, že eliminuje B-lymfocyty, a tím by mohl zmírnit projevy imunitní dysfunkce u pacientů s ME/CFS. Bohužel velká Open-Label Phase II studie, která proběhla v Norsku v roce 2015, nedokázala toto tvrzení uspokojivě potvrdit a rituximab pravděpodobně dále pro léčbu ME/CFS zkoumán nebude.
Ve spojitosti s pandemií covidu-19 je aktuálně vyvíjeno velké množství preparátů primárně proti dlouhému covidu (PASC), ale vzhledem k podobnosti ME/CFS a dalších post-akutních infekčních syndromů, mezi které dlouhý covid patří, by mohly být efektivní i proti chronickému únavovému syndromu jiného původu než infekce SARS-CoV-2.

### Alternativní léčebné postupy
Vedle farmakoterapie se v praxi lze setkat i s řadou nefarmakologických terapeutických postupů. Nemocným se doporučují nejrůznější sportovní a pohybové aktivity, ale je třeba mít na paměti zhoršení příznaků ve spojení s nevolností po námaze (PEM). 
Specifické místo v terapii ME/CFS mají i psychoterapeutické postupy. Podle metaanalýzy J. R. Price a kol., zveřejněné v roce 2008 v databázi Cochrane se jako nejvýhodnější jeví kognitivně-behaviorální terapie (KBT). Ovšem dění kolem studie PACE, studie účinností různých druhů léčby, se účinnost KBT výrazně zpochybňuje. Dle NICE guidelines z října roku 2021 je KBT doporučena pouze jako doplňková terapie bez kurativního efektu.
Postupy alternativní medicíny, jako třeba akupunktura, homeopatie, či vitamíny, minerály, fytoterapeutika a některé potravinové doplňky jsou bez rigorózního průkazu účinnosti.

## Prognóza

Porovnání kvality života pacientů trpících vážnou formou ME/CFS s dalšími chronickými onemocněními.

Nemoc je spojena s nízkou kvalitou života, až 75 % pacientů postihnutých vážnou formou nemoci je nuceno opustit zaměstnání, zhruba 25 % pacientů s extrémně těžkým průběhem není schopno až na výjimky opustit domov či lůžko. Závažnost onemocnění lze demonstrovat pomocí HUA (hours of upright aktivity): zdraví lidé mohou být aktivní po 14–17 hodin denně, pacienti s chronickými chorobami 10–12 hodin a nemocní s ME/CFS 0–8 hodin za den, což zvláště komplikuje ortostatická intolerance (nevolnost při vzpřímené poloze), která se u většiny pacientů vyskytuje.
Prognóza je nejistá, jelikož vzhledem k dlouhému trvání onemocnění nebyly provedeny dostatečné dlouhé studie, ty totiž zřídkakdy trvají déle než několik měsíců. Bylo však zjištěno, že nižší věk a brzká diagnóza mají pozitivní vliv na prognózu.
Nebylo prokázáno, že by ME/CFS mělo přímý vliv na délku života, některé s nemocí spojené projevy však mohou předčasnou smrt nepřímo zapříčinit. Oproti populace jsou častější sebevraždy. Smrtí přímo způsobených ME/CFS jsou evidovány jednotky, nepřímo jich však nepochybně je daleko více.

## Alternativní názvy
Vzhledem k vágnímu vnímání názvu „chronický únavový syndrom“ je vhodnější užívat pojem „syndrom chronické únavy“ odpovídající přesněji anglickému překladu. Onemocnění má dále zhruba 30 více či méně synonymních názvů, které mohou vyjadřovat například vztah k místu četnějšího výskytu nebo vztah k výraznějšímu klinickému či laboratornímu nálezu. Lze se setkat s následujícími alternativními názvy:
- onemocnění systémovou intolerancí námahy – systematic exertion intolerance disease (SEID)
- chronic fatigue and immune dysfunction syndrom (CFDIS) – syndrom chronické únavy a porušené funkce imunity[29]
- Islandská nemoc[25]
- Royal Free nemoc[25]
- syndrom války v Perském zálivu[25]
- epidemická neuromyastenie[25]
- myalgická encefalitida[25]
- myalgická encefalomyelitida[25]
- postviral fatigue syndrome (PFS) – povirový únavový syndrom[25]
- postinfection fatigue syndrome (PISF) – postinfekční únavový syndrom[25]
- sedmiletá chřipka.

## Podpora pacientů
Náročnost života pacientů s ME nespočívá jen v onemocnění samotném, ale také v neznalosti dané problematiky laickou i odbornou veřejností. Od roku 2005 funguje v České republice Klub pacientů s ME/CFS, jehož cílem je mimo jiné právě zvýšení povědomí o tomto tématu. Rovněž usiluje o systémové řešení komplexní zdravotní péče pro české pacienty. V roce 2020 vznikla nezisková nepacientská organizace Neúnavní – nadační fond, která se zaměřuje na pomoc pacientům s chronickým únavovým syndromem. Součástí aktivit nadačního fondu je například osvětová činnost, péče o duševní zdraví a pomoc pacientům v každodenním životě.
Celosvětově se 12. května připomíná tzv. MillionsMissing day, tedy den upomínky milionů pacientů, které onemocnění ME/CFS vyřadilo z běžného života. Tyto pacienty si různé organizace v řadě zemí světa připomínají vystavením bot se jmenovkami osob.